# Niagara (Dakota du Nord)
Pour les articles homonymes, voir Niagara.
La ville de Niagara est située dans le comté de Grand Forks, dans l’État du Dakota du Nord, aux États-Unis. Sa population s’élevait à 53 habitants lors du recensement de 2010, estimée à 52 habitants en 2018.

## Histoire
Niagara a été fondée en 1883.

## Géographie
D'après le Bureau du recensement des États-Unis, la ville a une superficie totale de 2,51 km2, dont 2,43 km2 de terre et 0,08 km2 d'eau.

## Démographie
| 1900 | 1910 | 1920 | 1930 | 1940 | 1950 |
| ---- | ---- | ---- | ---- | ---- | ---- |
| 392  | 157  | 199  | 207  | 179  | 163  |

| 1960 | 1970 | 1980 | 1990 | 2000 | 2010 |
| ---- | ---- | ---- | ---- | ---- | ---- |
| 157  | 115  | 76   | 73   | 57   | 53   |

## Source
- (en) Cet article est partiellement ou en totalité issu de l’article de Wikipédia en anglais intitulé « Niagara, North Dakota » (voir la liste des auteurs).